# Relazioni bilaterali tra Corea del Nord e Cuba
Le relazioni tra Corea del Nord e Cuba sono le relazioni bilaterali tra Corea del Nord e Cuba.
Cuba intrattiene relazioni diplomatiche con la Corea del Nord dal 29 agosto 1960. Cuba ha un'ambasciata a Pyongyang e la Corea del Nord ha un'ambasciata all'Avana.